# ریکا (بازیگر)
رکا یا ریکا (انگلیسی: Rekha؛ زادهٔ ۱۰ اکتبر ۱۹۵۴) هنرپیشه و سیاست‌مدار اهل هند است. وی در شهر چنای متولد شد و والدینش بازیگر بودند. رکا از سال ۱۹۶۶ میلادی تاکنون مشغول فعالیت بوده و در فیلم‌های بسیاری ایفای نقش نموده‌است.
از فیلم‌ها یا برنامه‌های تلویزیونی که وی در آن نقش داشته‌است می‌توان به ام شنتی ام اشاره کرد.
وی همچنین برنده جوایزی همچون جوایز فیلم‌فیر شده‌است.

## فیلم‌شناسی
فهرست برخی از فیلم‌هایی که رکا در آن‌ها به ایفای نقش پرداخته است:
- نمک حرام
- سوگند به رود گنگ
- ایمان دارم
- بیمناکی
- وجدان
- ام شنتی ام
- یک همسر باید مثل این باشد
- بازیکنی از بازیکنان
- مادر
- یکی پیدا شد
- کریش
- زیبا رو
- زن متاهل
- جشنواره
- مادربزرگ معرکه
- قلبم متعلق به توست
- شامیتاب
- روح
- سلسله
- رام و بارلام
- شوهر
- فاتح سرنوشت
- زبیدا
- خون و عرق
- گفتگو
- عمر و جان
- صدای عدالت
- کاماسوترا
- خون روی پیشانی
- بلندی
- دوران گناه
- دشمن حیات
- سانسور
- ده مال من شهرمال تو
- چشم بد دور
- آدم پرهیزکار
- حلال و حرام
- مار
- برده یک کشور آزاد
- قیمت
- داستان قسمت
- سورما بوپالی
- در کف زندگی
- حقیقت دروغین
- آنها به من پادشاه می‌گویند
- بازی
- وظیفه
- بلوند و سیاه
- قرن‌ها
- زمین آسمان
- دیدار یار
- ثروتمندی و فقیری
- یک اشتباه
- به خاطر شما
- فاصله
- برنده
- زمانه پرپیچ و تاب است
- اگر آنجا نبودی
- نشستن
- اعلان
- اجازه
- تله
- جریان زندگی
- جدایی
- آخرین راهزن
- تهاجم
- دامان
- آستا
- اکنون عدالت برقرار خواهد شد
- همیشه مراقب باشید
- ساده‌لوح
- فساد اداری
- دور به دور
- چهره‌ای بر چهره‌ای دیگر
- بخش ۳۰۲